# Салі Беріша
Салі Рам Беріша (алб. Sali Ram Berisha; нар. 15 жовтня 1944, Тропоя) — політичний і державний діяч Албанії, президент Албанії у 1992–1997 роках, прем'єр-міністр країни з 2005 по 2013. Лідер опозиції та голова Демократичної партії Албанії з 22 травня 2022 року. Перед цим очолював Демократичну партію з 1991 до 1992 та з 1997 до 2013 року.

## Біографія
Народився у місті Тропоя — центрі клану Беріша. Закінчив медичний факультет Тиранського університету (1967), продовжив навчання у Парижі (Франція), маючи спеціалізацію з гемодинаміки. У 1980–1990 роках викладав у Тиранському університеті. Має науковий ступінь доктора філософії. Займався кардіохірургією.
Політична кар'єра Беріші як члена Албанської партії праці почалась задовго до падіння Берлінської стіни. У грудні 1990 року, однак, він підтримав студентський рух, прославився публічною критикою на адресу комуністичного режиму й закликами до демократичних реформ. 1991 року Беріша очолив праву Демократичну партію Албанії, яка надалі стала однією з двох основних партій Албанії.

## Президентство
9 квітня 1992 року був обраний на посаду президента країни. 1994 року провів референдум, сподіваючись на розширення своїх повноважень, однак населення відкинуло цю пропозицію, оскільки народ остерігався встановлення чергової диктатури.
1996 року його було переобрано на президентську посаду. Невдовзі після цього країну вразила економічна криза, якій сприяв крах кількох «фінансових пірамід», що призвів до втрати заощаджень величезною масою населення. Люди звинуватили керівництво країни в участі у фінансових махінаціях. Унаслідок нападів на склади озброєння країна опинилась на межі громадянської війни й хаосу. У червні 1997 року відбулись дострокові парламентські вибори, на яких перемогла коаліція партій, яку очолили соціалісти. За місяць після поразки його партії Беріша пішов у відставку, продовжуючи очолювати демократів. У липні 1997 року Берішу на президентській посаді замінив соціаліст Реджеп Мейдані.

## Прем'єр-міністр
На загальних парламентських виборах 3 липня 2005 року Демократична партія Албанії здобула разом зі своїми союзниками необхідну більшість для формування нового уряду країни, який очолив Салі Беріша. 3 вересня 2005 року президент доручив йому сформувати кабінет міністрів.
28 червня 2009 року відбулись чергові парламентські вибори. Основним суперником Салі Беріші за посаду прем'єр-міністра був мер Тирани, член Соціалістичної партії Еді Рама. Обидва кандидата обіцяли виборцям посилити боротьбу з бідністю та продовжити підготовку країни до вступу до Європейського Союзу. Демократична партія перемогла на виборах, отримавши значну перевагу у парламенті.
3 вересня 2009 року між Демократичною партією та Соціалістичним рухом за інтеграцію, який очолював колишній прем'єр-міністр країни Ілір Мета, було підписано коаліційну угоду. Салі Беріша знову отримав можливість очолити уряд.
2013 року залишив посаду внаслідок чергових парламентських виборів.